# Hasegawa Mitsuru
Mitsuru Hasegawa (sinh ngày 3 tháng 2 năm 1979) là một cầu thủ bóng đá người Nhật Bản.

## Sự nghiệp câu lạc bộ
Mitsuru Hasegawa đã từng chơi cho Kataller Toyama.